# Villa delle Lune

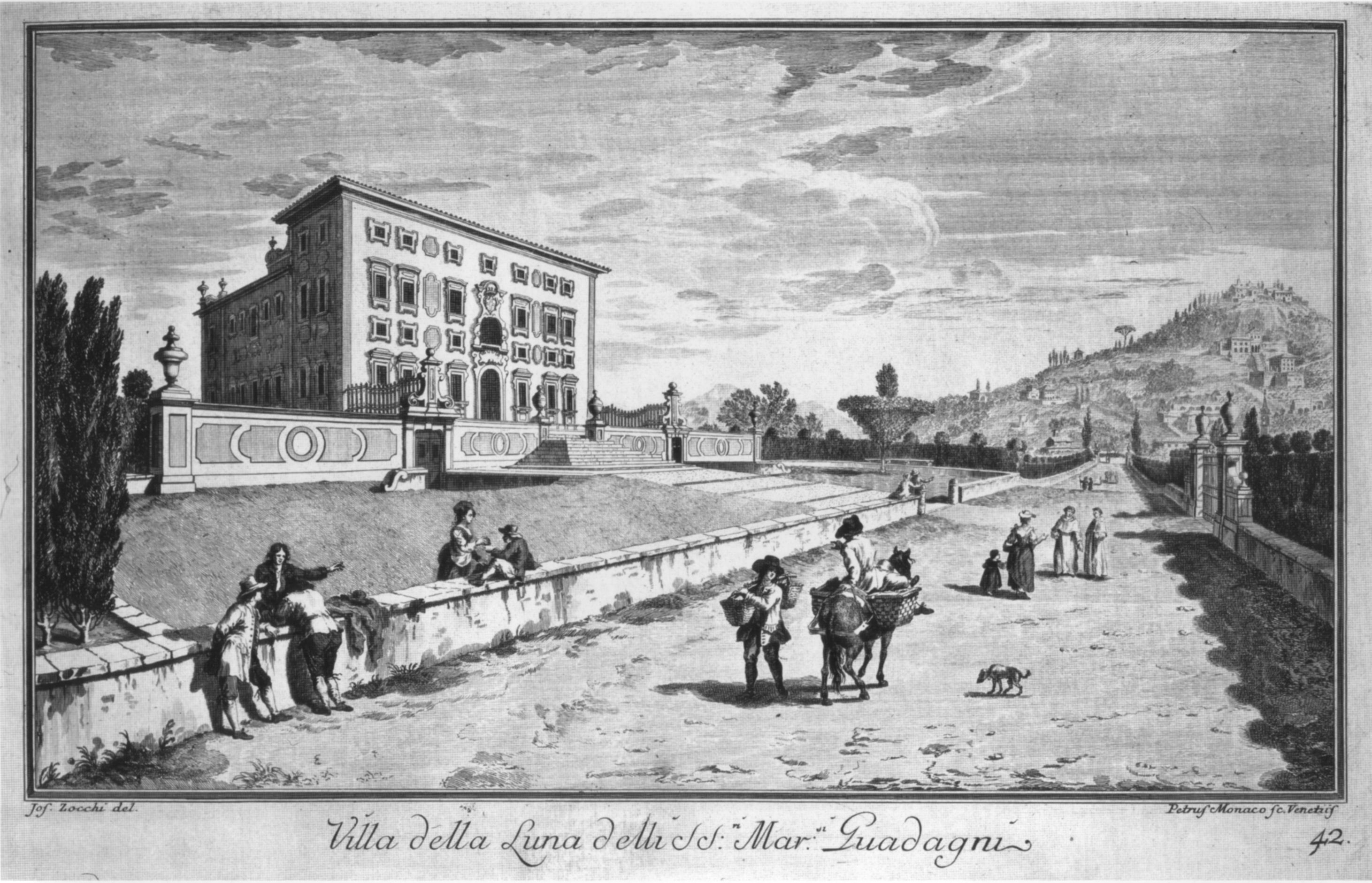
Villa delle Lune (1744)

A Villa delle Lune é uma villa de Florença que se encontra na Via della Piazzuola.
Foi mandada construir por Bartolomeo Scala, segundo desenho de Giuliano da Sangallo, em finais do século XV. No início do século XVI, a villa passou para os Guadagni, que a mandaram aumentar e restaurar em 1710.
Mais tarde, os Dufour Berte fizeram remodelar o palácio pelo arquitecto Giuseppe Poggi. Durante a Primeira Guerra Mundial, esteve aqui aberto um hospital para os feridos que chegavam da frente. Em seguida, a villa mudou de proprietários.